# Marie Heijermans
Catherine Mariam (Marie) Heijermans (Rotterdam, 15 oktober 1859 - Amsterdam, 26 oktober 1937) was een Nederlandse kunstschilderes die ook in België en Zwitserland woonde.

## Levensloop
Heijermans kreeg haar eerste tekenlessen van de vier jaar oudere  Suze Robertson en gaf tekenles van 1881 tot en met 1883 in Den Haag en Rotterdam. Zij was daarna leerlinge aan de Koninklijke Academie van Beeldende Kunsten in Den Haag (bij Philip Koelman), aan de Academie van Beeldende Kunsten in Rotterdam. Tussen 1889 en 1899 woonde ze in Brussel en was ze pensionaris van H.M. de Koningin van Nederland, vanaf 1892 kreeg zij gedurende drie jaar de Koninklijke subsidie. Ze werkte daar bij Ernest Blanc-Garin, deze bestuurde een gerenommeerd, speciaal voor dames ingericht studieatelier. Hier was het mogelijk ook naar naaktmodel te werken, hetgeen in Nederland niet mogelijk was.
Marie Heijermans was lid van de Cercle des Femmes Peintres, een Brusselse vereniging van beeldend kunstenaressen die actief was tussen 1888 en 1893. Leden waren onder meer Berthe Art, Marie De Bièvre, Marguérite Dielman, Mary Gasparioli, Alice Ronner, Henriëtte Ronner-Knip, Rosa Venneman, Marguérite Verboeckhoven en Emma Verwee. Ze organiseerden vier groepstentoonstellingen, in 1888, 1890, 1891 en 1893.
In 1899 trouwde ze met de journalist Justus Jan de Roode, die later redacteur werd bij 'Het Volk'.
In de jaren 1921-1926 verbleef het echtpaar in Genève te Zwitserland, waar De Roode werkzaam was voor het Bureau International du Travail (BIT). In 1921 stelde Heijermans in het Musée de l'Athenée aldaar ongeveer 200 werken tentoon die zij in 1919 reeds in het Stedelijk Museum te Amsterdam had laten zien. Van beide tentoonstellingen is een catalogus met afbeeldingen bewaard gebleven.
Heijermans schilderde bij voorkeur ouderen, bejaardenhuizen, armenhuizen en arbeidsters.

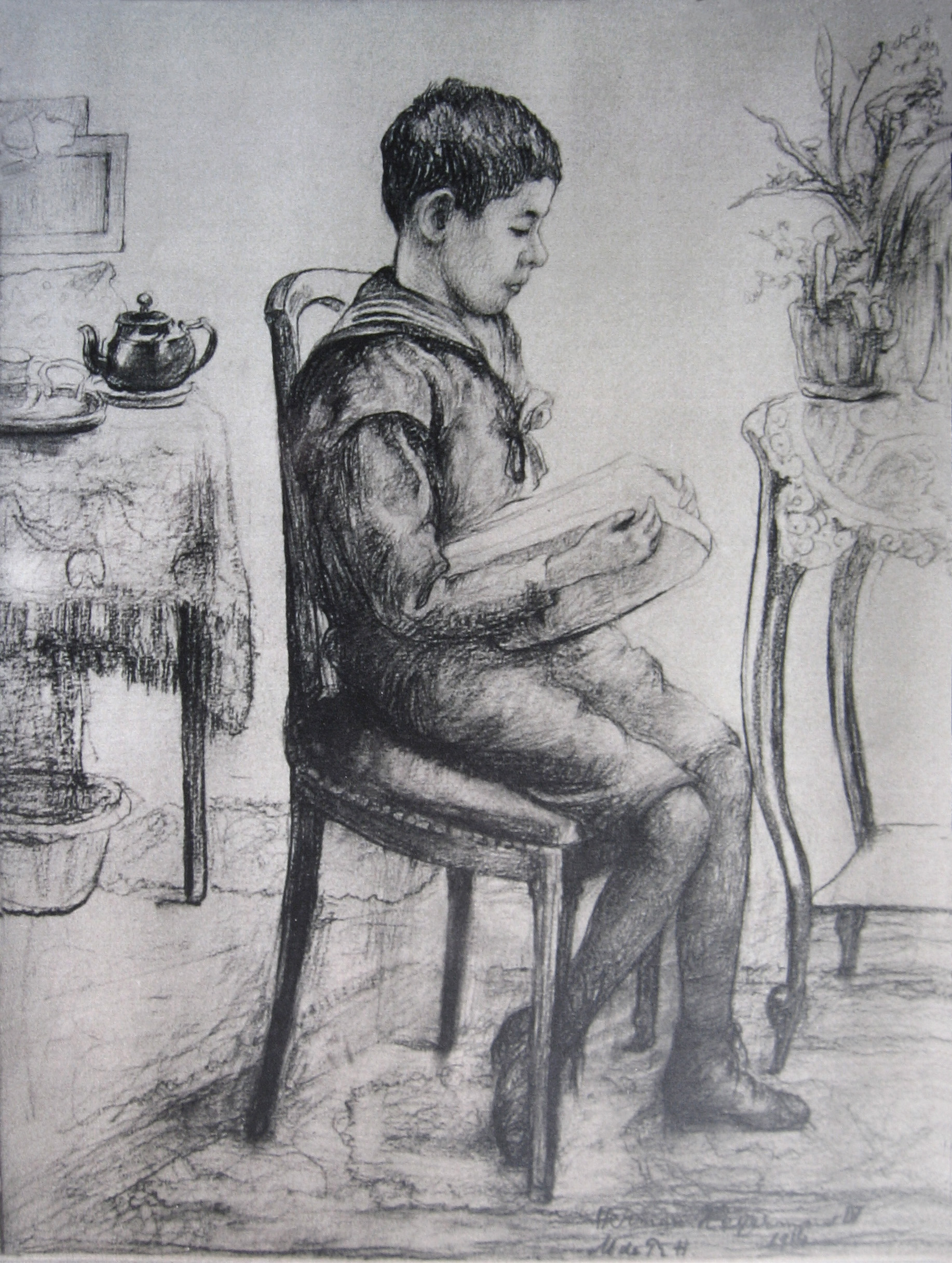
Portret van neefje Herman Heijermans (1914)
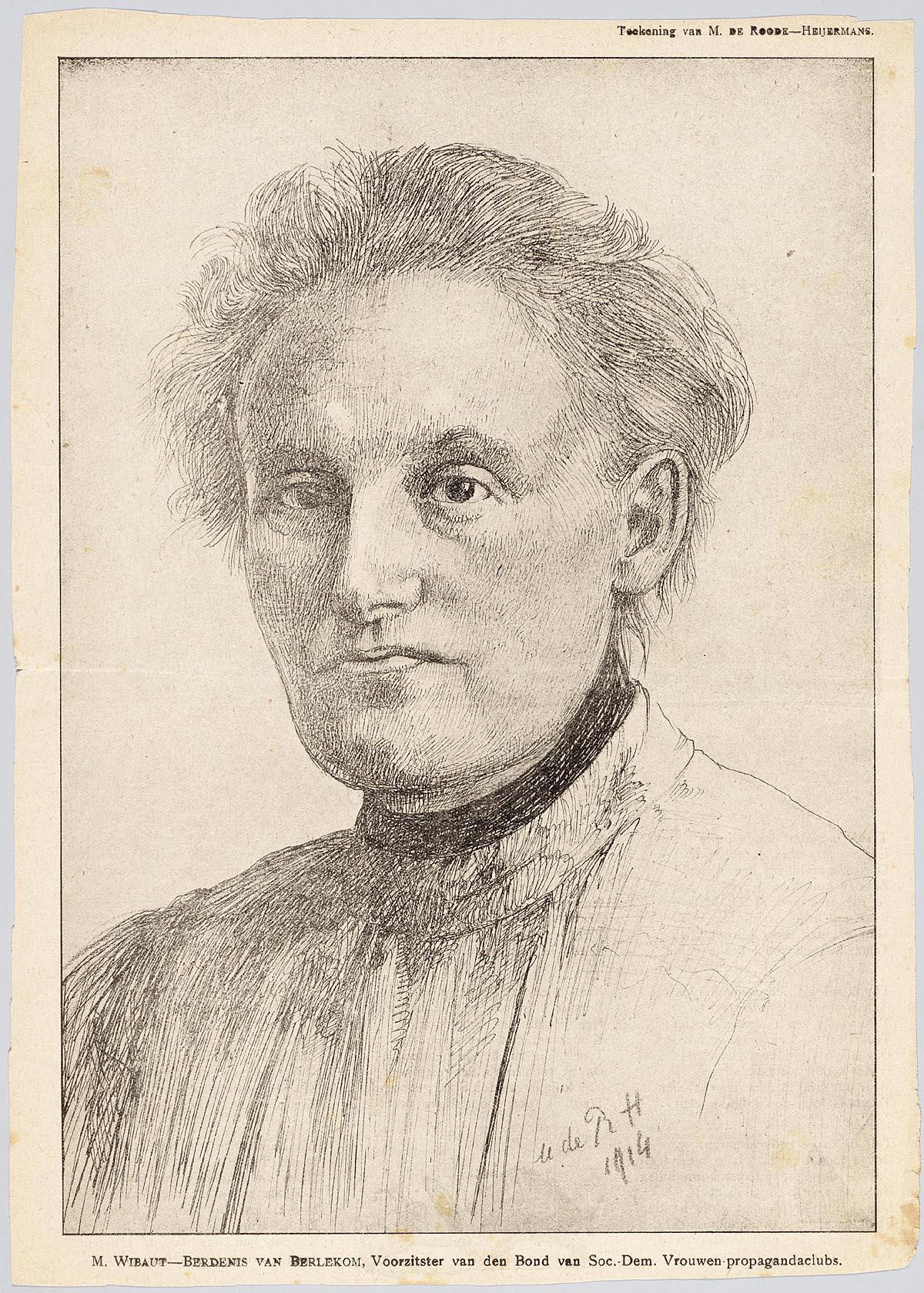
Portret van Mathilde Wibaut

## Varia
Marie Heijermans was de oudere zus van toneelschrijver Herman Heijermans en sociaal geneeskundige Louis Heijermans.
Aan haar woning Amsteldijk 96C in Amsterdam werd in 2008 een plaquette aangebracht met financiële steun van Hubertine Heijermans. Daarop worden haar naam en haar inzet voor verbetering van het lot van de zwaksten in de samenleving gememoreerd.
In verband met de millenniumwisseling organiseerde het BIT te Genève een tentoonstelling en vond een reeks van 34 tekeningen van politici terug, gesigneerd met MdeRH (Marie de Roode-Heijermans). Kopieën hiervan werden door bemiddeling van Hubertine Heijermans aan het Museum voor Moderne Kunst Arnhem ter beschikking gesteld, met een kleine toevoeging omtrent de volledige voornaam van Marie, namelijk Mariam Catharina.
Haar olieverfschilderij op doek "De kunstenares in haar atelier" werd in december 2004 bij Bernaerts te Antwerpen voor €2.000 geveild.
In Enschede is een straat naar Marie de Roode vernoemd.

## Tentoonstellingen
- Salon 1891, Parijs : zij bekwam een eervolle vermelding.
- Salon 1894, Oostende: “Studie van een oude vrouw” en “Het refectorium”
- Wereldtentoonstelling 1894, Antwerpen : "Ouderlingentehuis in Brussel"
- Salon 1898, Brussel : "Slachtoffer van de ellende"[2]

- Biografisch Portaal: 04755409
- Gemeinsame Normdatei: 1213317541
- International Standard Name Identifier: 0000 0003 9111 1525
- Nederlandse Thesaurus van Auteursnamen: 162941919
- RKD-Nederlands Instituut voor Kunstgeschiedenis: 37034
- SIKART: 9916429
- Union List of Artist Names: 500651973
- Virtual International Authority File: 284864351
- WorldCat: E39PBJmdq69kCD3qGhgYDmxRrq